# André Muhirwa
André Muhirwa, född 1920, död 28 april 2003, var tutsi och Burundis premiärminister 20 oktober 1961 - 10 juni 1963. Han var kopplad till Union pour le Progrès national (UPRONA). Muhirwa var den sista premiärministern innan Burundis självständighet från Belgien 1962, och den första efter.